# 史瓦帝尼國徽
史瓦帝尼國徽的中心圖案為一面藍底盾徽，上繪傳統的權杖、矛和盾。盾上有國王在豐收節戴的羽毛冠。盾側有獅子（代表國王）和象（代表王后）守護。綬帶上書以國家格言「我們是堡壘」。